# Adam Schweitzer
Johann Adam Schweitzer (* 15. Dezember 1761 in Freienhagen; † 5. Februar 1824 ebenda) war ein deutscher Schreinermeister, Bürgermeister und Politiker.

## Leben
Schweitzer war der Sohn des Schreinermeisters und Kirchenprovisors Johann David Schweitzer (* 12. September 1718 in Freienhagen; † 26. Februar 1785 ebenda) und dessen Ehefrau Dorothea Louisa geborene Nordmeier (* 15. Oktober 1730 in Freienhagen; † 11. Juli 1807 ebenda), der Tochter des Bürgermeisters der Stadt Freienhagen Sigmund Nordmeier und der Anna Christina Weber. Sein Bruder Sigmund Schweitzer war von 1801 bis 1802 und von 1809 bis 1810 Bürgermeister der Stadt Freienhagen und Landstand. Er war evangelisch und heiratete am 14. Januar 1795 in Freienhagen Anna Margretha Sophie Gasse (* 12. Juni 1772 in Freienhagen; † 12. November 1849 ebenda), die Tochter des Johann Reinhard Gasse und der Anna Elisabeth geborene Hundertmark.
Schweitzer lebte als Schreinermeister in Freienhagen. Dort war er von 1816 bis 1817 auch Bürgermeister. Als solcher war er von (Herbst) 1816 bis (Herbst) 1817 Mitglied des Landstandes des Fürstentums Waldeck.